# 巴西皇太子
巴西皇太子是1822年巴西帝国宣布独立后创建的头衔，指派给巴西皇位法定继承人或推定继承人。1889年巴西成立共和国以后，此头衔仍然保留给巴西皇室家族首领的法定继承人使用。

## 概述
依据1824年宪法第105条，此头衔赋予巴西皇位第一顺位继承人。宪法还规定，第二顺位继承人皇太子的长子应特别赋予格朗-帕拉亲王的头衔。
巴西末代皇帝佩德罗二世于巴西废除君主制两年后的1891年去世。他的女儿，巴西皇太女伊莎贝尔是帝国存在期间此头衔的最后持有者。此后，该头衔由巴西皇室家族使用。
所有巴西皇子（皇太子、格劳-帕拉亲王和其他皇子）达到25岁后保证在参议院拥有席位。然而由于种种原因，包括早夭和与外国王室结婚，只有伊莎贝尔事实上在参议院拥有议席，成为第一个担任参议员的巴西女性。
最后，根据宪法和巴西皇室之后制定的规则，有继承权的皇子必须和其他王朝平等出生地位的王室成员结婚，以保持他的皇室头衔。公主嫁给其他王室的首领，不能将她的巴西皇室头衔传给他们的后代。而皇子不能在获得外国王位的同时保留他的巴西头衔。

## 巴西皇太子列表
- 葡萄牙的玛丽二世（1819—1853），1822年到1825年的推定继承人，之后由于她弟弟佩德罗的出生，改任格朗-帕拉公主。1826年她继承葡萄牙王位，是为葡萄牙女王玛丽二世。

- 巴西的佩德罗二世（英语：Pedro II do Brasil）（1825—1891），从1825年起担任皇储，直到1831年继承巴西皇位。

- 葡萄牙的玛丽二世（1819—1853），1831年到1835年的推定继承人，直到1835年10月30日她被第91号法排除在巴西继承顺位之外。

- 巴西皇太姊雅努阿丽娅（英语：Januária Maria de Bragança）（1822—1901），1835年到1845年的女皇储，直到她的侄子阿方索诞生。她嫁给了波旁两西西里王子、阿奎拉伯爵路易斯（英语：Prince Louis, Count of Aquila）。

- 巴西皇太子阿方索（1845—1847），佩德罗二世的长子。

- 巴西皇太子佩德罗（1848—1850），佩德罗二世的次子。

- 巴西皇太女伊莎贝尔（1846—1921），从1847年她长兄阿方索去世到1848年她弟弟佩罗诞生，从1850年佩德罗去世起先后两次担任巴西皇太女。她嫁给了法王路易·菲利普的孙子欧尔伯爵、奥尔良的加斯顿王子。

## 请求者
末代皇太女伊莎贝尔从未登基，因为1889年帝位被政变推翻。1891年她父亲末代巴西皇帝去世后，她成为巴西皇室家族的首领，她将巴西皇太子的头衔交给她的长子，奥尔良-布拉干萨的佩德罗·德·阿尔坎塔拉皇子。该头衔没有得到批准共和国宪法的巴西政府的承认。
- 奥尔良-布拉干萨的佩德罗·德·阿尔坎塔拉皇子（1875—1940）,1875年到1891年称格朗-帕拉亲王，他祖父佩德罗二世去世后采用皇太子的称号。在他母亲的坚持下，1908年佩德罗·德·阿尔坎塔拉放弃了他的巴西头衔，和伊丽莎白·多布雷曾斯基女伯爵结婚（因伊丽莎白女伯爵非王室贵族，触犯贵贱通婚的法律），皇太子头衔和皇位继承顺序中的地位转让给了他的弟弟路易斯皇子。

- 奥尔良-布拉干萨的路易斯皇子（1878—1920），自1908年他的哥哥放弃继承权后称皇太子，路易斯及其兄弟安东尼奥·加斯顿都先于其母去世。至于佩德罗已放弃自己及其后代的继承权，皇太子的头衔授予路易斯的长子佩德罗·恩里克。

- 奥尔良-布拉干萨的佩德罗·恩里克皇子（1909—1981）,1909年至1920年称格劳-帕拉亲王，由于他的伯父，原格朗-帕拉亲王和皇太子1908年放弃了巴西皇室头衔。从1920年他父亲去世到1921年他祖母去世期间请求皇太子的头衔。

1940年，最后一位生活于巴西帝国时代的巴西皇室成员，佩德罗·德·阿尔坎塔拉去世。1946年，他的儿子佩德罗·加斯顿挑战佩德罗·恩里克的继承权，声称其父放弃继承权的行为没有法律效力。结果导致巴西皇室分裂为两支：居住在彼得罗波利斯、由佩德罗·加斯顿领导的佩德罗·德·阿尔坎塔拉的后代，和居住在瓦索拉斯、由佩德罗·恩里克领导的路易斯的后代。

### 路易斯皇子后代的请求者
- 奥尔良-布拉干萨的路易斯·加斯顿皇子（1911—1931），佩德罗·恩里克的弟弟，从1921年他祖母死去直到1931年去世期间请求皇太子头衔。

- 奥尔良-布拉干萨的皮娅·玛丽娅公主（1913—2000），佩德罗·恩里克的妹妹，从1931年她兄弟路易斯·加斯顿死去直到1938年她侄子路易斯诞生期间请求皇太女头衔。

- 奥尔良-布拉干萨的路易斯皇子（1938年出生），1938年到1981年请求皇太子头衔，直到继承其父佩德罗·恩里克成为巴西皇室瓦索拉斯分支的首领。

- 奥尔良-布拉干萨的贝尔特兰（1941年出生），路易斯皇子的弟弟，1981年起皇太子头衔的现任请求者。

### 佩德罗·德·阿尔坎塔拉后代的请求者
- 奥尔良-布拉干萨的佩德罗·卡洛斯（1945年出生），佩德罗·加斯顿之子，请求皇太子头衔直到2007年继承其父成为巴西皇室彼得罗波利斯分支的首领。
- 奥尔良-布拉干萨的佩德罗·迪亚戈（1979年出生），佩德罗·卡洛斯之子，请求格朗-帕拉亲王头衔直到2007年，现任皇太子头衔的请求者。